# Aéroport de Patna
L'aéroport Jay Prakash Narayan (code IATA : PAT • code OACI : VEPT) est situé à 5 km au sud-ouest de Patna, la capitale de l'État du Bihar en Inde. C'est le 18e aéroport le plus achalandé en Inde, et le rapport annuel du trafic de passagers a augmenté de 32% en 2015-16. 13 acres de terre près de l'aéroport de Patna sera utilisé pour la construction d'un monde-classe de deux étages bâtiment du terminal, et au lieu de 11.35 acre de terre en Aneesabad, Patna, seront transférés à Bihar Gouvernement par l'Autorité des Aéroports de l'Inde. L'Autorité aéroportuaire de l'Inde (AAI) a proposé d'étendre le terminal pour le maintien des opérations aériennes au moins jusqu'en 2035 et de gérer 30 lakh de passagers par an. Un nouveau terminal bâtiment serait construit et relié au bâtiment existant par une passerelle. En outre, l'AAI a prévu de développer un civil enclave à Bihta Air Force Station, 20 km de Patna, pour accueillir de plus gros avions. En octobre 2016, Bihar, le cabinet a approuvé le Patna master plan qui prévoit le développement d'un nouvel aéroport à Bihta. le Bihar gouvernement est l'acquisition de 126 hectares de terres pour la construction du nouvel aéroport. à l'Encontre de la longueur de la piste de 2,286 m, à 1 954 m reste disponible pour les vols de décollages en raison de contraintes de localisation.

## Situation
| \| 300 km1:23 714 000 \| Delhi Bombay Madras Bangalore Calcutta Hyderabad Cochin Ahmedabad Goa Pune Thiruvananthapuram Calicut Lucknow Guwahati Srinagar Jaipur Bhubaneswar Coimbatore Nagpur Indore Mangalore Visakhapatnam Patna Amritsar Chandigarh Tiruchirappalli Jammu Raipur Bénarès Agartala Port Blair Vadodara Imphal Bagdogra Madurai Bhopal Ranchi Aurangabad Udaipur Leh Tirupati Rajkot Jodhpur Dehradun Dibrugarh Silchar Gaya Cannanore Vijayawada Surate Durgapur Jamnagar Belagavi Hubli-Dharwad Khajurâho Nanded Aizawl Dimapur Agra Bathinda |
| 300 km1:23 714 000 |

## Compagnies aériennes et destinations
| Compagnies | Destinations | Refs. |
| ---------- | --- | ----- |
| Air India  | Amritsar-Guru-Ram-Das, Delhi-Indira Gandhi, Calcutta-N. S. C. Bose, Bombay-Chhatrapati-Shivaji                                                                                  |       |
| GoAir      | Bangalore-Kempegowda, Delhi-Indira Gandhi, Hyderabad-R. Gandhi, Calcutta-N. S. C. Bose, Bombay-Chhatrapati-Shivaji, Ranchi                                                      |       |
| IndiGo     | Bangalore-Kempegowda, Delhi-Indira Gandhi, Hyderabad-R. Gandhi, Calcutta-N. S. C. Bose, Lucknow-Amausi, Bombay-Chhatrapati-Shivaji, Raipur, Ranchi                              |       |
| SpiceJet   | Ahmedabad-Sardar-Vallabhbhai-Patel, Bangalore-Kempegowda, Madras (Chennai), Delhi-Indira Gandhi, Hyderabad-R. Gandhi, Calcutta-N. S. C. Bose, Bombay-Chhatrapati-Shivaji, Surat |       |

Édité le 21/01/2020

## Aéroport-Statistiques
Pour des raisons techniques, il est temporairement impossible d'afficher le graphique qui aurait dû être présenté ici.

Voir la requête brute et les sources sur Wikidata.